# Gulella antelmeana
Gulella antelmeana е вид коремоного от семейство Streptaxidae. Видът е застрашен от изчезване.

## Разпространение
Разпространен е в Мавриций.